# كرايغ تومسون (لاعب كرة قدم)
كرايغ تومسون (بالإنجليزية: Craig Thomson)‏ (17 أبريل 1991 بإدنبرة في المملكة المتحدة - ) هو لاعب كرة قدم بريطاني في مركز الدفاع. شارك مع منتخب اسكتلندا تحت 19 سنة لكرة القدم ومنتخب اسكتلندا تحت 21 سنة لكرة القدم. أما مع النوادي، فقد لعب مع سانت جونستون ونادي سودوفا ماريامبوله ونادي كاوناس وهارت أوف ميدلوثيان وNewtongrange Star F.C. ‏ وArniston Rangers F.C. ‏.

## وصلات خارجية
- كرايغ تومسون على موقع قاعدة بيانات كرة القدم.إي يو (الإنجليزية)
- كرايغ تومسون على موقع Soccerbase.com (لاعب) (الإنجليزية)
- كرايغ تومسون على موقع عالم كرة القدم.نت (الإنجليزية)